# 肖开提·伊斯梅洛维奇·萨利霍夫
肖开提·伊斯梅洛维奇·萨利霍夫（俄语：Шавкат Исмаилович Салихов，1944年12月12日—），乌兹别克斯坦化学家。其主要从事生物有机化学研究，是乌兹别克斯坦生物有机化学领域领军人物。

## 生平
肖开提·伊斯梅洛维奇·萨利霍夫1944年12月12日出生于乌兹别克斯坦塔什干。1967年自塔什干国立大学毕业，1984年获俄罗斯莫斯科国家有机化学研究所博士学位。1995年当选乌兹别克斯坦科学院院士，2006年3月至2017年1月，担任乌兹别克斯坦科学院院长。自2006年起，担任乌兹别克斯坦最高会议议员。2017年当选为中国科学院外籍院士。